# حديقة هاينيخ الوطنية
حديقة هاينيخ الوطنية (بالألمانية: Nationalpark Hainich) هي حديقة وطنية أنشأت في 31 ديسمبر 1997. تعتبر هي الحديقة الوطنية الوحيدة في ولاية تورينغن الألمانية.

## الجغرافيا
تقع حديقة هاينيخ الوطنية في غرب ولاية تورينغن الألمانية.